# Jacob August Riis

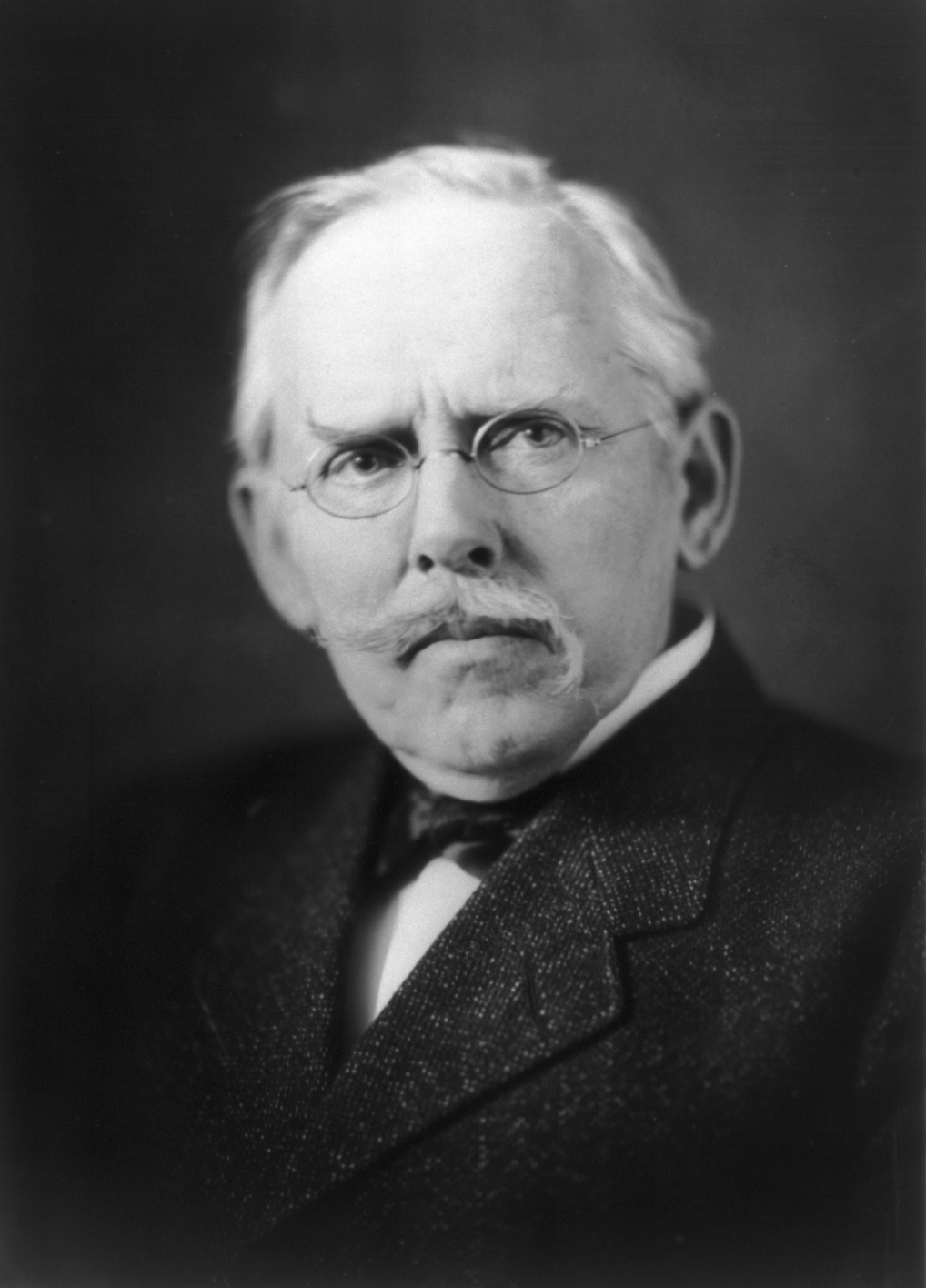
Jacob August Riis (1906)

Jacob August Riis (* 3. Mai 1849 in Ribe, Dänemark; † 26. Mai 1914 in Barre, Massachusetts) war ein dänisch-amerikanischer Journalist und Fotograf und gilt als ein Pionier der sozialdokumentarischen Fotografie.

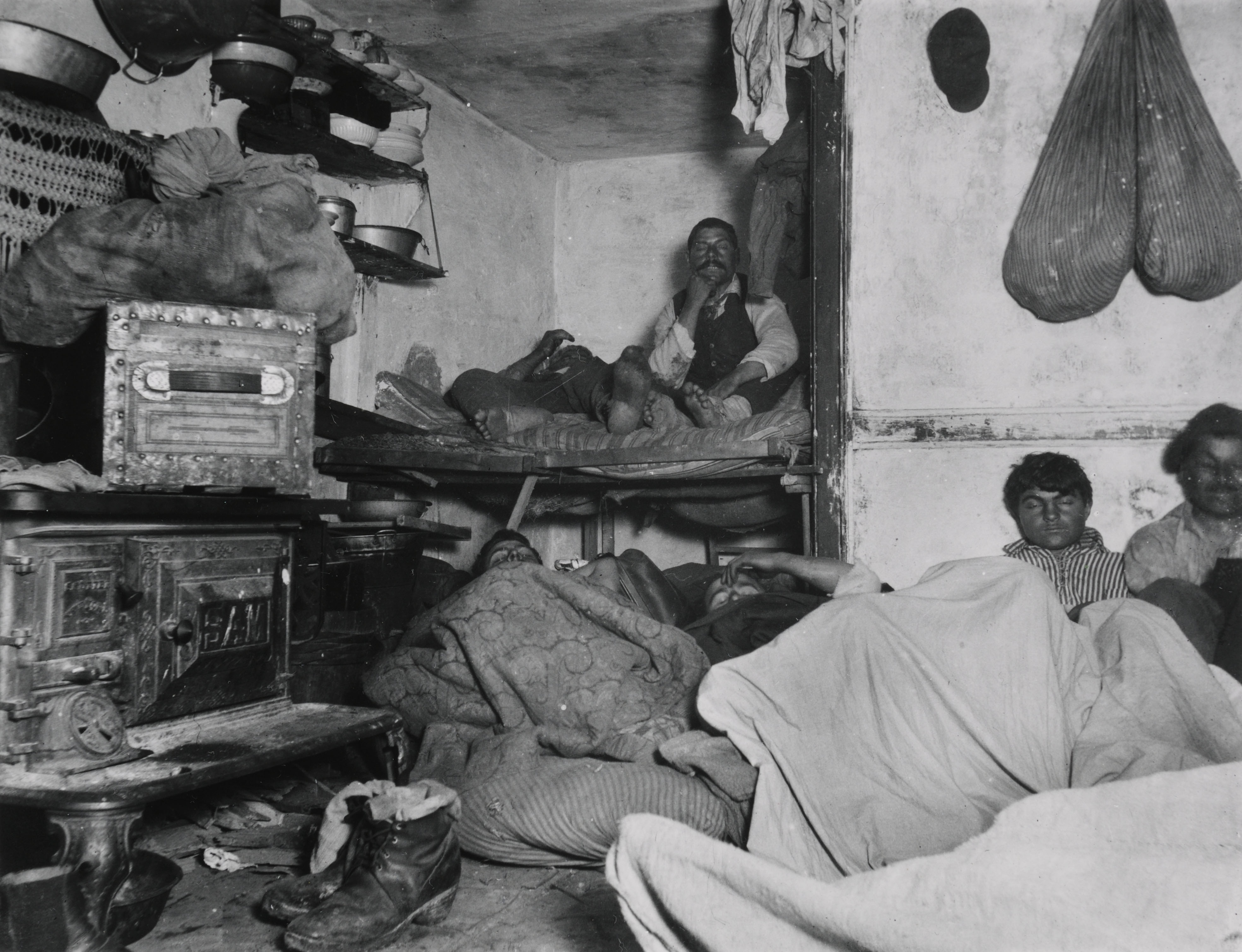
Fotografie einer Schlafstätte für 5 Cents in der Bayard Street

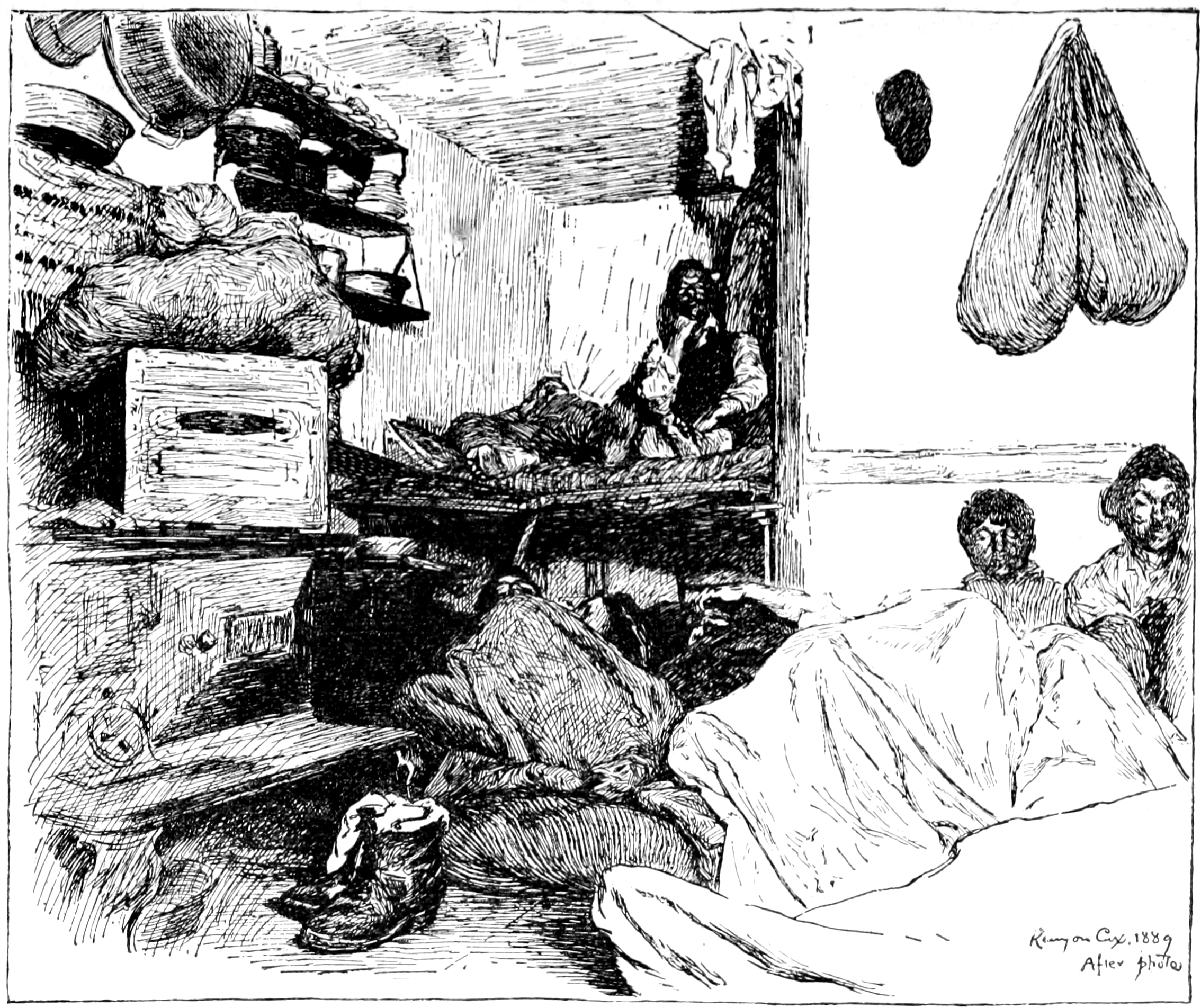
Zeichnung der obenstehenden Fotografie, aus: How the Other Half Lives

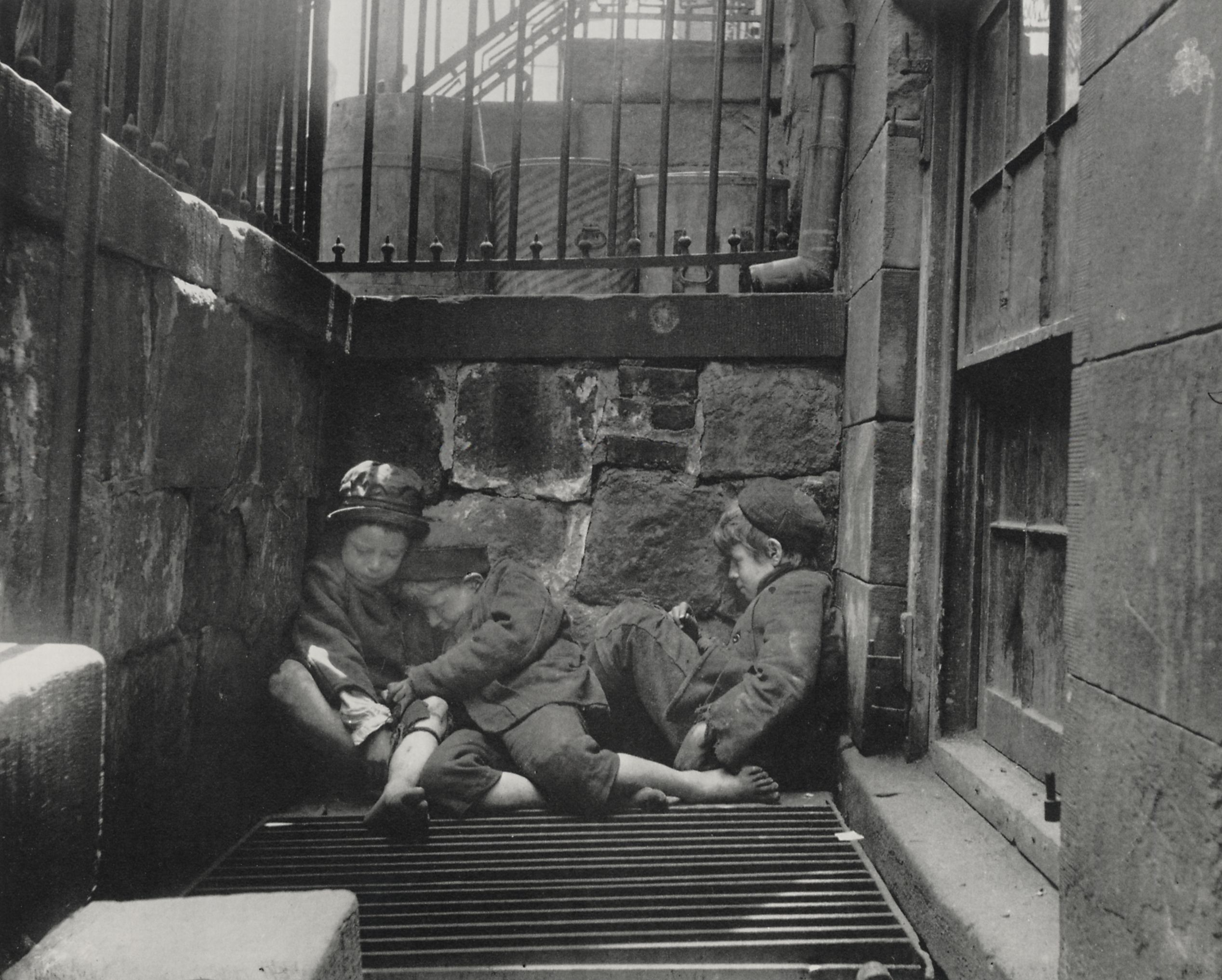
Fotografie von drei im Freien schlafenden Kindern

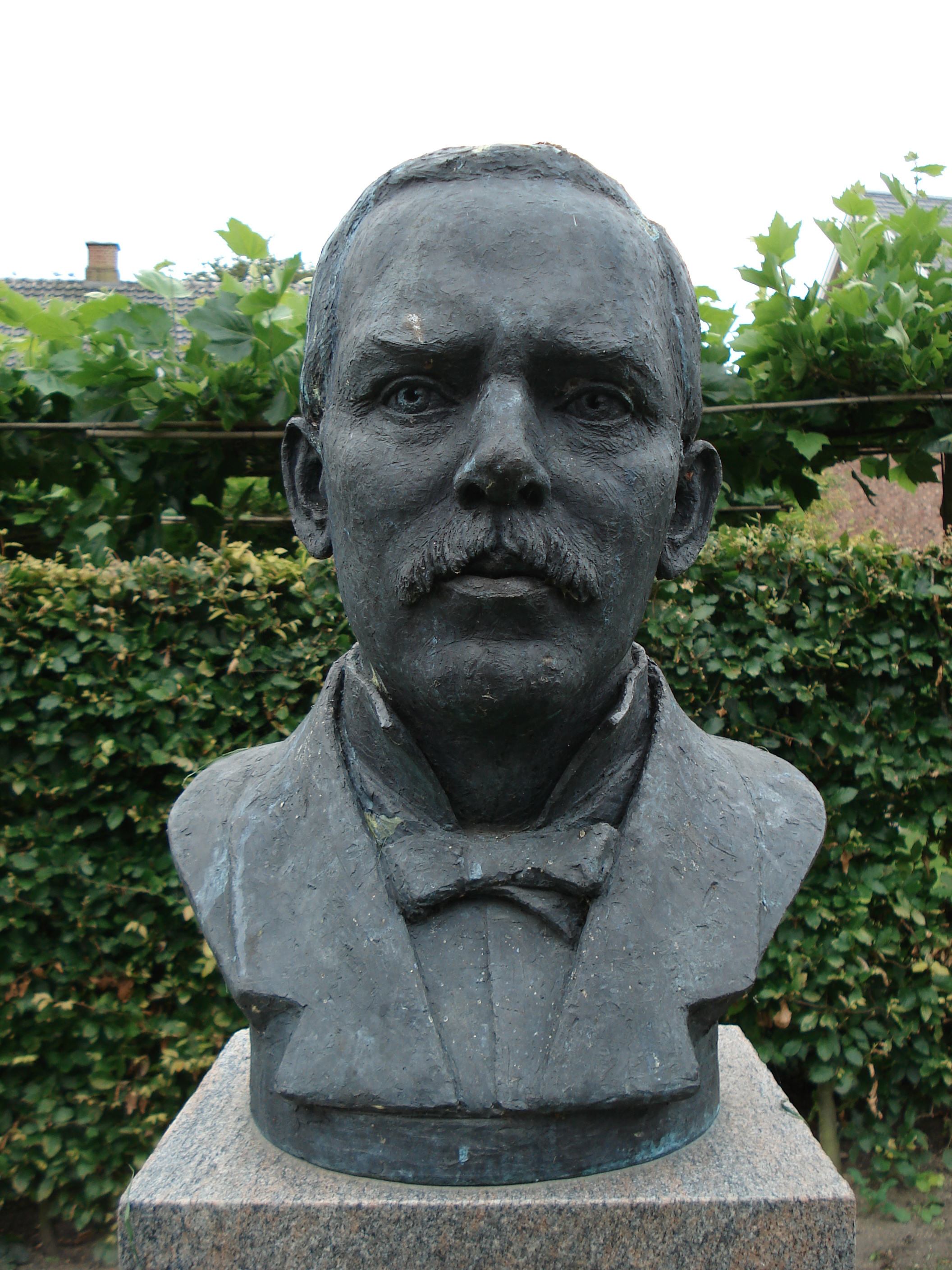
Statue von Jacob Riis in seinem Geburtsort Ribe

## Leben
Jacob. A. Riis wurde im dänischen Ribe als drittes von fünfzehn Kindern geboren, arbeitete in Kopenhagen als Tischler und emigrierte als 21-Jähriger 1870 in die USA. Anfangs Gelegenheitsarbeiter fand er schließlich 1873 eine Stelle als Journalist bei der New Yorker Zeitung South Brooklyn News, wechselte 1877 als Polizei-Reporter zur New York Tribune und arbeitete von 1888 an für die New York Evening Sun. Thema seiner Reportagen waren die East-Side-Slums (Manhattan), die er zwischen zwei und vier Uhr morgens auf der Suche nach authentischen Eindrücken durchstreifte. Trotz der fürchterlichen Missstände, die er beschrieb, war das Echo auf seine Reportagen gering.
Jacob Riis ließ sich als Polizeireporter insbesondere von seinen eigenen Erfahrungen als Migrant, der Armut erfahren hatte, leiten. Er wollte das Schicksal der Obdachlosen und Armen in New York öffentlich machen, die er als gesellschaftliche Opfer und nicht als „Gestalter ihrer Existenz“ ansah.
Den Umgang mit Fotoapparat und Blitzlicht eignete sich Riis selbst an. Er hoffte damit, die Lebensumstände seiner Mitbürger besser dokumentieren zu können. Aufgrund des mit einem Magnesiumpulver-Gemisch betriebenen Blitzes weckte er nicht nur die zumeist schlafend Porträtierten, sondern riskierte auch sein Augenlicht. Er soll zudem zwei Häuser in Brand gesetzt haben. Doch strahlen die Fotografien dank dieser Methode eine hohe dokumentarische Authentizität aus. Dies und Riis’ Praxis, seine Fotografien vielfach in öffentlichen Auftritten mit der „Laterna Magica“ vorzustellen, dürfte dazu beigetragen haben, dass sie zu ihrer Zeit die Öffentlichkeit aufrüttelten und zu sozialen Reformen beitragen konnten.
Riis gilt als einer der ersten Vertreter eines verdeckten investigativen Journalismus. So arbeitete er z. B. unter anderem Namen in einer Fleischfabrik.  Riis’ Ruhm gründet auf seinen Buchveröffentlichungen How the Other Half Lives (Wie die andere Hälfte lebt, 1890), einer eindrucksvollen Dokumentation des Lebens in den New Yorker Slums, und Children of the Poor (1892). Während das eine Buch zur Verbesserung der Wohnbedingungen in New Yorker Mietskasernen beitrug, war die Publikation zur Kinderarmut ein Anstoß für schulische Reformen. (Im Zusammenhang mit seinen sozialdokumentarischen Reportagen entstand eine freundschaftliche Beziehung zu Theodore Roosevelt, der von 1895 an New Yorks Polizeipräsident war.)
Der Buchveröffentlichung Wie die andere Hälfte lebt gingen 1888 zwölf Zeichnungen voraus, welche die New York Sun auf der Grundlage von Riis’ Fotografien unter dem Titel „Flashes from the Slums“ (Blitzlichter aus den Slums) über die Lebenslage von Obdachlosen publizierte.
Wegen der in den 1880er Jahren noch nicht ausreichend entwickelten Drucktechnik wurden seine Fotografien als Pressezeichnungen wiedergegeben. In der Erstveröffentlichung des Buches von 1890 befanden sich dementsprechend 17 eher unscharfe Halbtondrucke von geringer technischer Qualität. Weitere 19 Fotografien waren als Zeichnung wiedergegeben.
Diese geringe technische Qualität trug dazu bei, dass Riis erst lange nach seinem Tod als einer der frühen Wegbereiter der sozialdokumentarischen Fotografie bekannt wurde. Das New Yorker Stadtmuseum stellte 1948 neue technisch perfekte Vergrößerungen von Riis’ Glasnegativen aus seinem Bestand aus. Daraus resultierte schließlich ein Artikel in der Fotozeitschrift U.S. Camera im selben Jahr, der Jacob A. Riis weithin bekannt machte.
Die Fotografien von Riis wirken unmittelbar auf den Betrachter und sind eindrucksvolle Beispiele einer humanistisch intendierten Fotografie. Spätere amerikanische Fotografen, die auch soziales Engagement in ihrer Arbeit zeigten, waren zum Beispiel Lewis Wickes Hine, Walker Evans und Dorothea Lange.

## Werke (Auswahl)
- 1890: How the Other Half Lives (Wie die andere Hälfte lebt, Digitalisat des Buches)
- 1892: Children of the Poor (Kinderarmut)
- 1898: Out of Mulberry Street (Von der Mulberry Straße)
- 1901: The Making of an American (Wie man Amerikaner wird, Autobiografie)
- 1902: The Battle with the Slum (Kampf gegen Slums)
- 1903: Children of the Tenement (Kinder in Mietskasernen)
- 1904: Theodore Roosevelt, the Citizen.
- 1909: The Old Town.
- 1910: Hero Tales of the Far North.
- 1914: Neighbors: Life Stories of the Other Half.
- 1923: Christmas Stories. An anthology of fiction for younger readers.

## Galerie

How the Other Half Lives
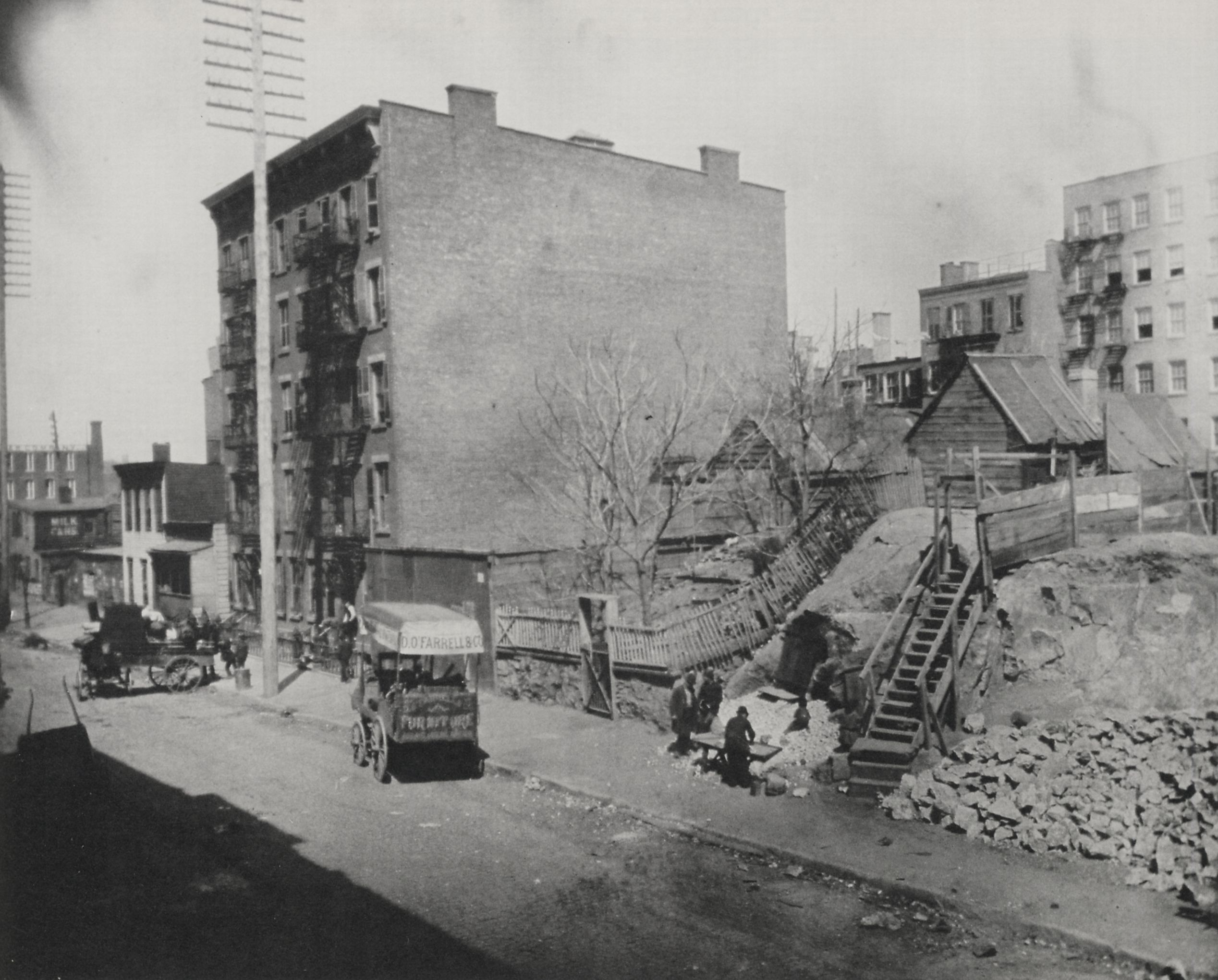
Hell’s Kitchen and Sebastopol
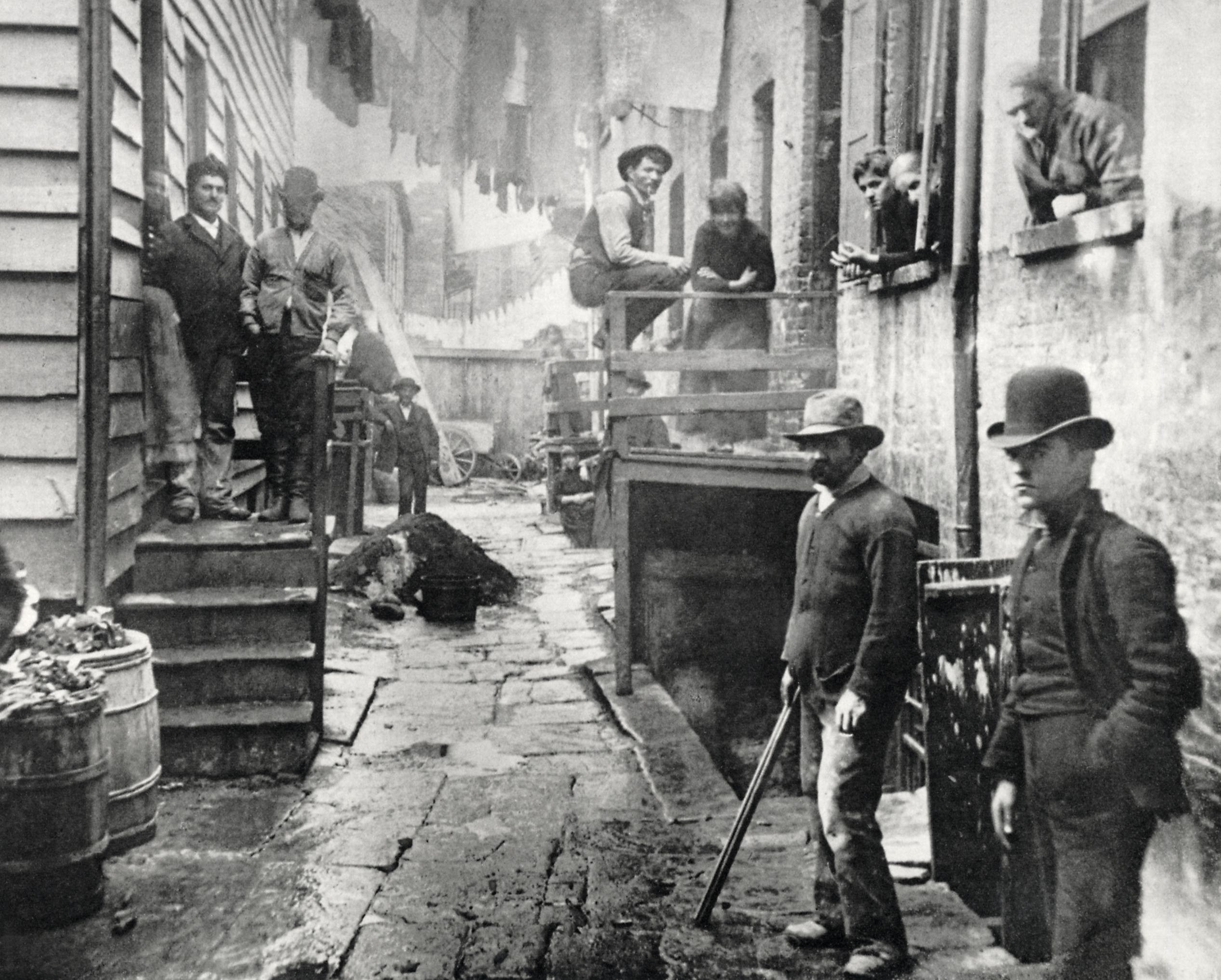
Bandits’ Roost (Ausschnitt)
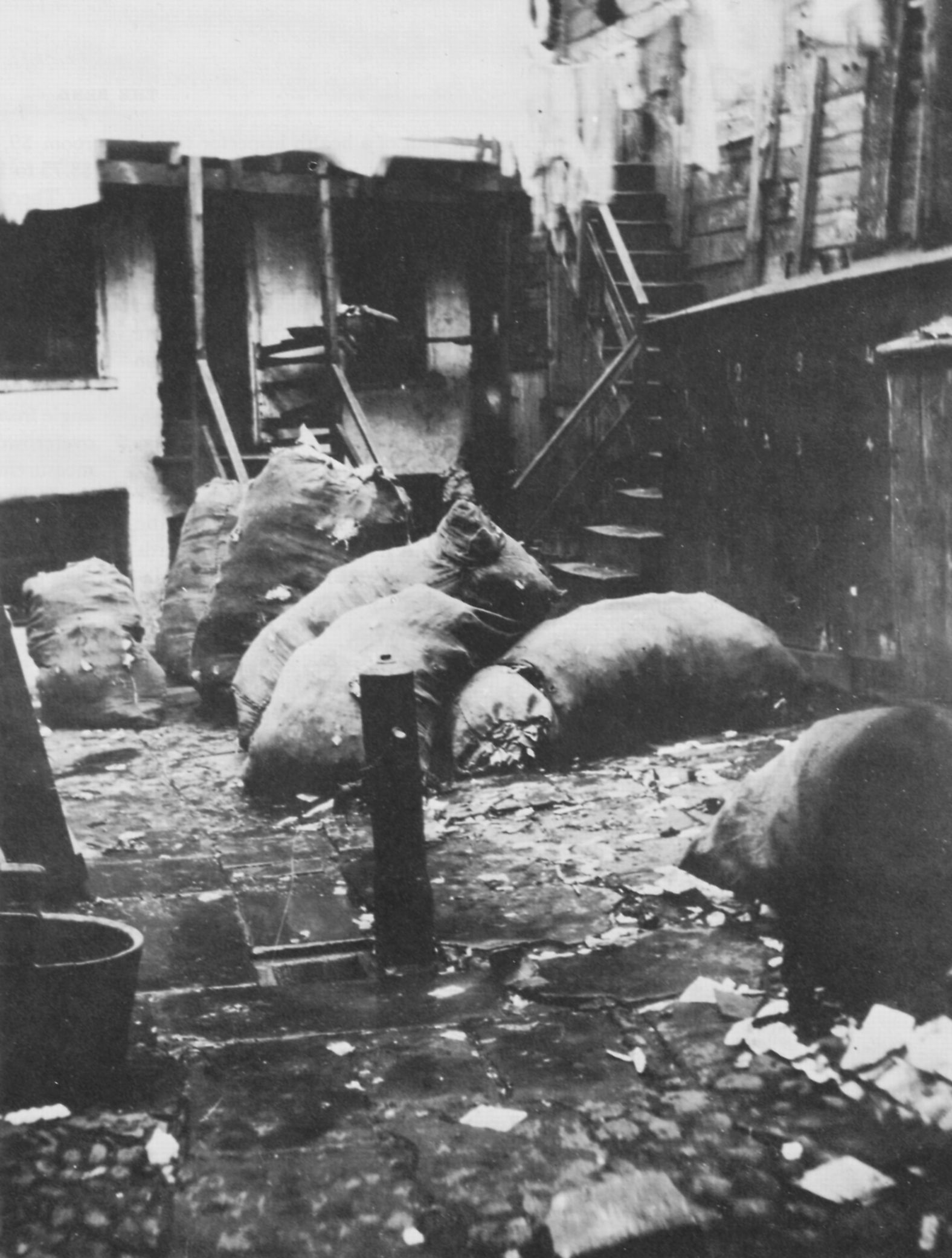
Bottle Alley
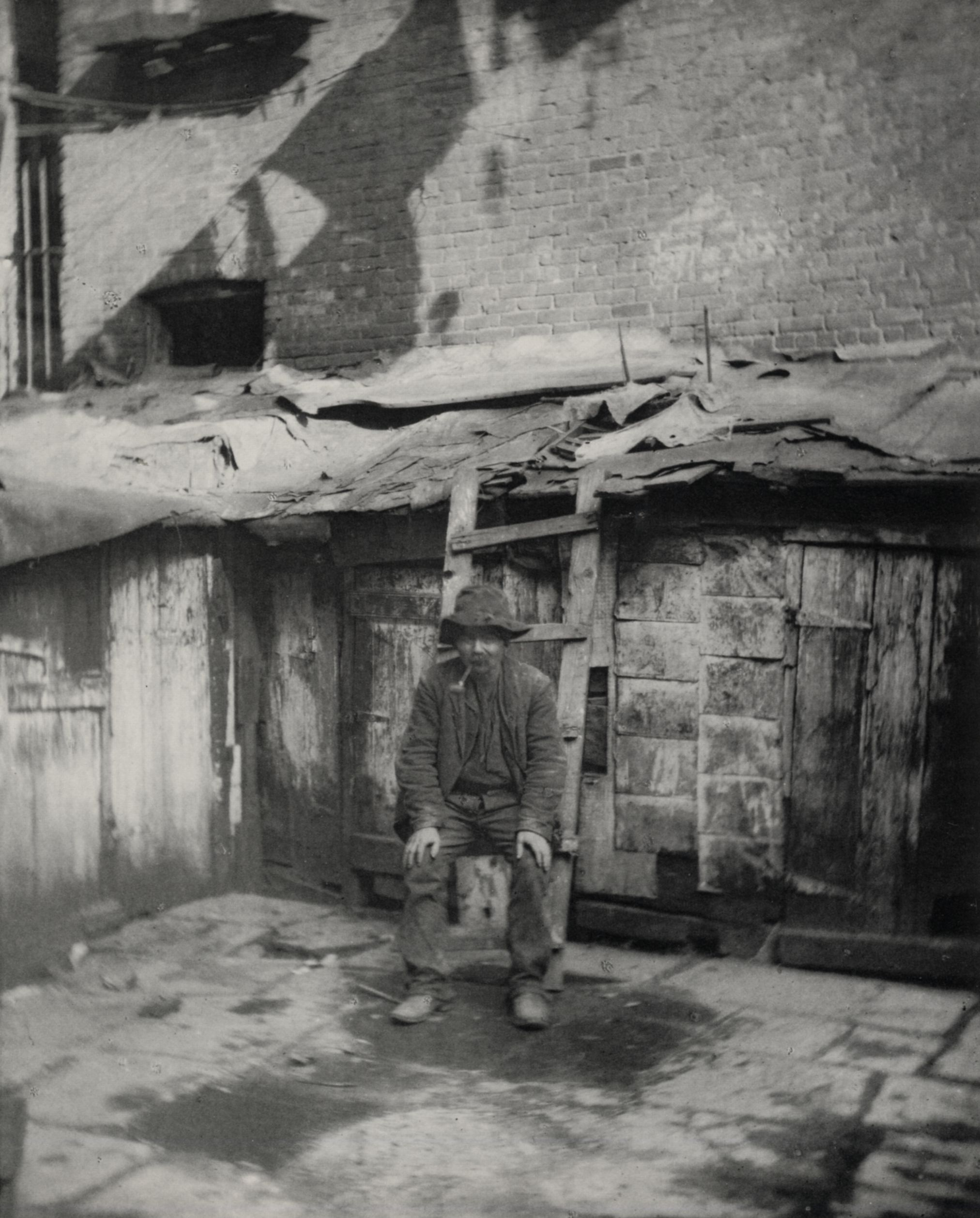
The Tramp